# Mario Nunzella
Mario Nunzella (Monopoli, 28 febbraio 1936) è un generale italiano.
È stato comandante del ROS e Capo di stato maggiore dell'Arma dei Carabinieri.

## Biografia
Ufficiale dei Carabinieri, viene inviato in servizio a Reggio Calabria.
Nominato maggiore nel 1980, divenne comandante del Reparto operativo del comando provinciale dell'Arma di Crotone, e in seguito promosso colonnello.
Nominato generale di brigata, nel 1993 divenne il secondo comandante del Raggruppamento operativo speciale (Ros) dell'Arma, succedendo ad Antonio Subranni, e lo resta fino al 1997.
Nominato generale di divisione è posto al comando  divisione Unità Mobili Specializzate Palidoro dei CC. Dal 1º settembre 1997 al 28 febbraio 2000 è Capo di stato maggiore dell'Arma dei Carabinieri. In quel periodo è anche consigliere per la sicurezza del Presidente del Consiglio dei ministri Massimo D'Alema.
Infine, nominato prefetto, dirige l'Ufficio per il Coordinamento e la Pianificazione delle Forze  di Polizia, fino al 2003.